# Cortile del Belvedere

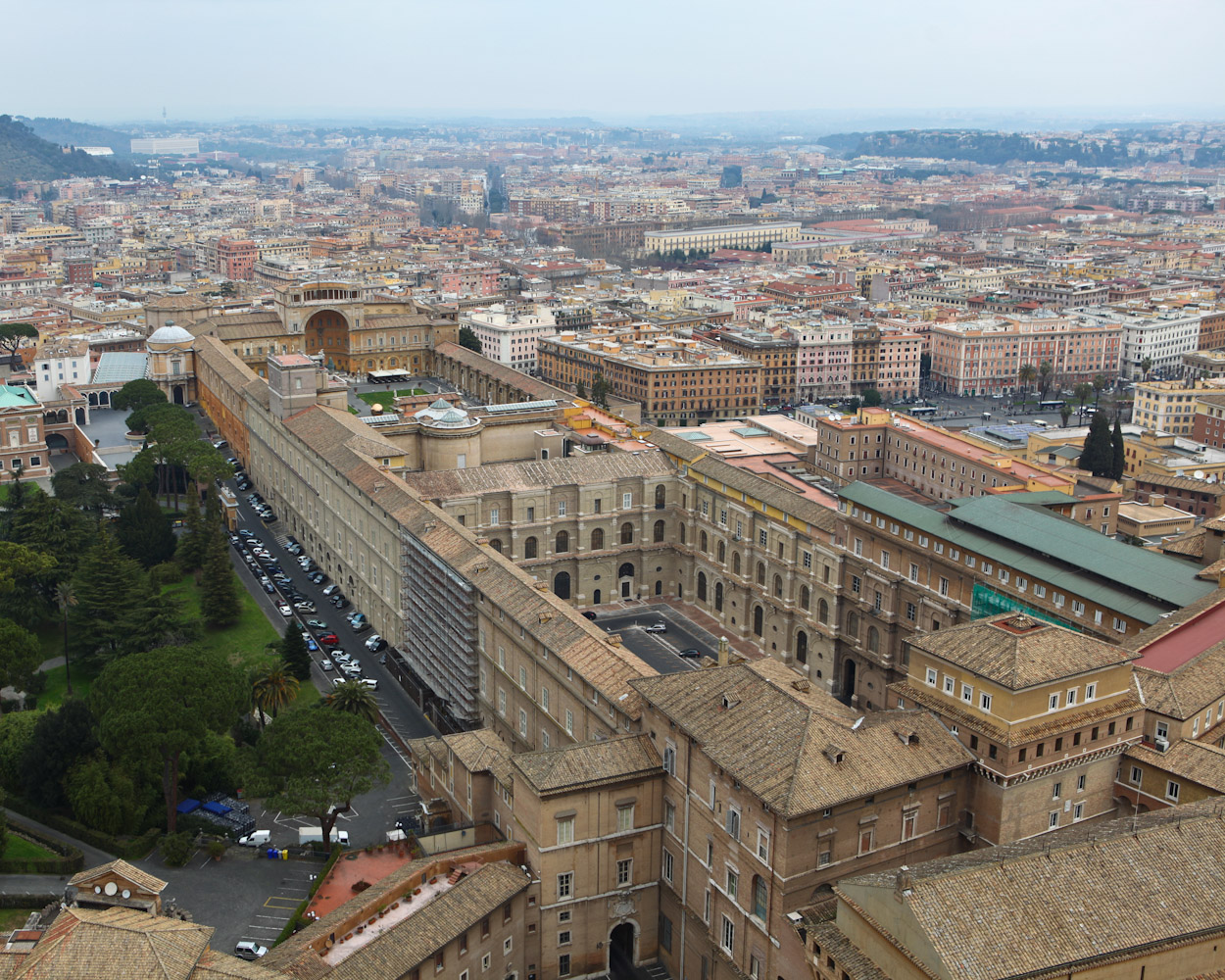
Il cortile visto dalla cupola di San Pietro.

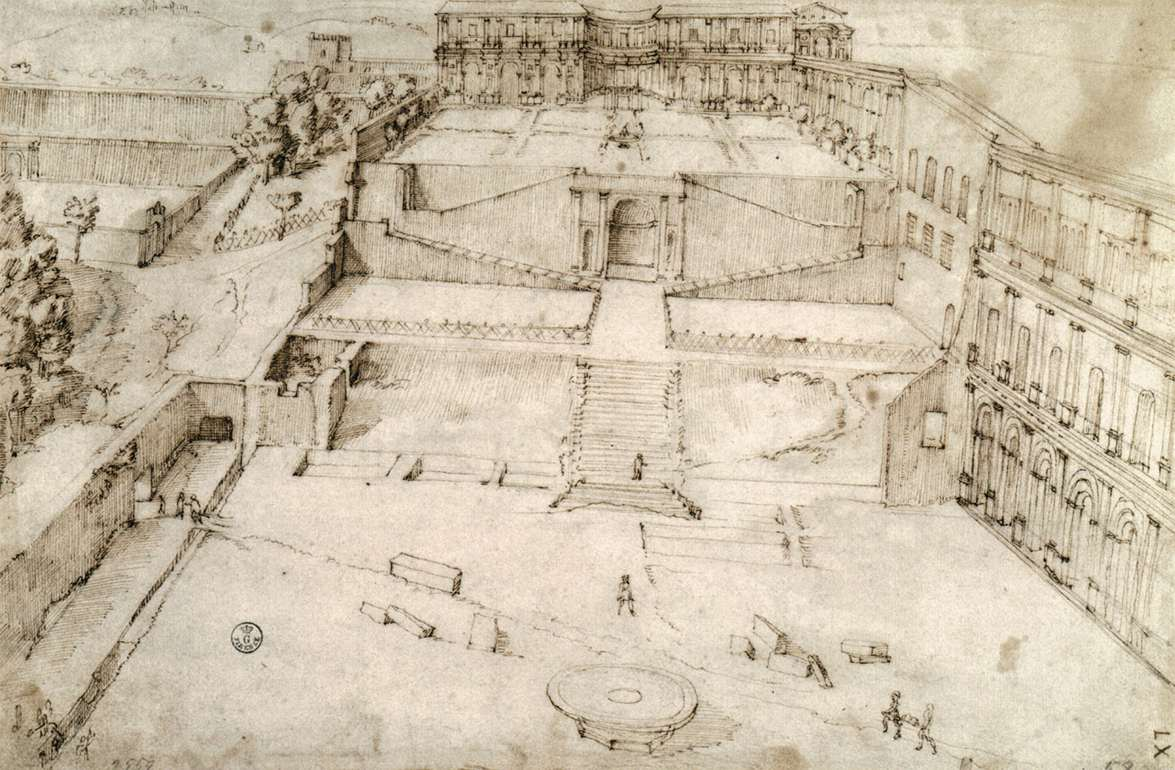
Il cortile in costruzione in un disegno di Giovanni Antonio Dosio.

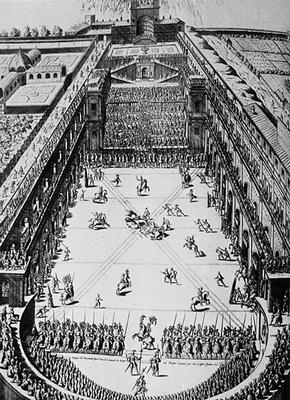
Il cortile visto in un'incisione di Etienne Duperac.

Il cortile del Belvedere è un vasto complesso edilizio posto a nord della basilica di San Pietro in Vaticano e dei palazzi Apostolici, a Roma. 
Fu realizzato, a partire dalla prima metà del XVI secolo su volere di papa Giulio II e su progetto di Donato Bramante.  
Attualmente il complesso edilizio è utilizzato prevalentemente a scopo museale ospitando molti degli spazi dei Musei Vaticani. 

## Storia

### Le preesistenze
L'origine del nome è dovuta a una preesistente costruzione, realizzata intorno al 1487, conosciuta come palazzetto di papa Innocenzo VIII, che probabilmente inglobava una più antica costruzione dei tempi di Niccolò V realizzata, secondo Vasari, su disegno di Antonio del Pollaiolo. La costruzione era una villa suburbana ad uso del pontefice, con un'ampia loggia aperta verso la campagna ed era detta Villa o Casino del Belvedere per la sua posizione rialzata rispetto all'area della Basilica dalla quale era separata da un vasto pendio. Per la sua decorazione vennero chiamati Pinturicchio (che dipinse riquadri paesaggistici) e Andrea Mantegna, che affrescò la piccola cappella. Le opere dei due pittori, conservate durante la costruzione del complesso bramantesco, vennero distrutte nel corso di una ristrutturazione settecentesca. Alcune tracce degli affreschi del Pinturicchio sono state rinvenute negli anni quaranta del Novecento.

### Il progetto del Bramante
Il progetto bramantesco prevedeva la sistemazione della vasta area (circa 300 x 100 m) posta in direzione nord-sud tra il Casino ed il resto del complesso vaticano (in particolare la Cappella Sistina e gli appartamenti papali). I lavori iniziarono tra il 1504 ed il 1505 ed erano  finalizzati alla sistemazione dell'area a giardino. Il progetto ebbe un'evoluzione a causa del desiderio del papa di raggiungere il Belvedere dai suoi appartamenti, con un "corridore" senza dover scendere dalle sue stanze ai piani superiori del Palazzo Apostolico e poi salire su per il colle. Questa necessità di assicurare un comodo e accesso al Casino, partendo dagli appartamenti papali, è evidente nella medaglia di fondazione tutto il complesso è chiamato "via Giulia". Nel contempo si voleva realizzare nell'ambito del Casino uno spazio adeguato per la collezione di sculture antiche di Giulio II.
Bramante propose di strutturare il progetto in senso monumentale e simmetrico, con due corridori paralleli e pertanto lo spazio fu chiuso lateralmente da lunghi corpi di fabbrica, lasciando libera la prospettiva lungo l'asse principale. Il grande spazio aperto fu diviso in tre terrazzamenti a quote differenti, destinati ad accogliere giardini e collegati da scale, gradonate e rampe.
Si formò così un grandioso cortile rettangolare organizzato su tre livelli di dimensioni planimetriche diverse. Secondo alcuni studiosi Bramante modificò il progetto diverse volte anche dopo l'inizio dei lavori.
In seguito lo spazio unitario fu interrotto da corpi di fabbrica trasversali, alterando l'unitarietà e la prospettiva del progetto bramantesco e creando tre cortili separati.
Evidenti nel progetto di Bramante erano le citazioni dell'antico, come il 
santuario prenestino della Fortuna Primigenia, anch'essa caratterizzata da uno schema a terrazze digradanti. Un ruolo nel programma progettuale dovettero averlo anche le antiche descrizioni di ville romane, in particolare quella fatta da Plinio il Giovane della sua villa in Toscana, per la quale sono stati ravvisate molte analogie, e quella della Domus Transitoria che collegata la Domus Aurea di Nerone con il palazzo sul Palatino.
Nel succedersi dei terrazzamenti Bramante utilizzò diverse definizioni dei fronti architettonici, dando vita ad un innovativo repertorio sintattico oggetto di studio da parte della successiva generazione di architetti e diffuso a stampa da Sebastiano Serlio nel suo trattato (libro III, 1540).
È prevalsa la denominazione di "Cortile del Belvedere", nonostante la prevalenza visiva delle forme architettoniche, perché originariamente il carattere di spazio aperto e giardino era maggiormente evidente, tanto che per indicare il luogo è stato utilizzato a lungo anche il nome di "Giardini del Belvedere". Il progetto bramantesco ha influenzato non solo il linguaggio architettonico, ma anche l'evoluzione del "giardino all'italiana" facendo da modello, con i suoi spazi posti su livelli diversi ma uniti in un'unica prospettiva, per esempio alla sistemazione esterna della Villa d'Este a Tivoli e del giardino del Castello di Saint-Germain-en-Laye.

### Il completamento
Dopo la morte di Bramante e di Giulio II che non videro completa quest'opera come le altre grandi imprese edilizie che intrapresero, il cantiere rimase a lungo inattivo, con alcune parti completate ed utilizzate ed altre lasciate incompiute. Dopo il crollo del "corridore" est, nel 1531, furono ripresi i lavori con la direzione di Baldassarre Peruzzi e poi, dal 1541, di Antonio da Sangallo ed in seguito di Pirro Ligorio che portò a compimento l'opera con qualche rimaneggiamento.

### Successive trasformazioni

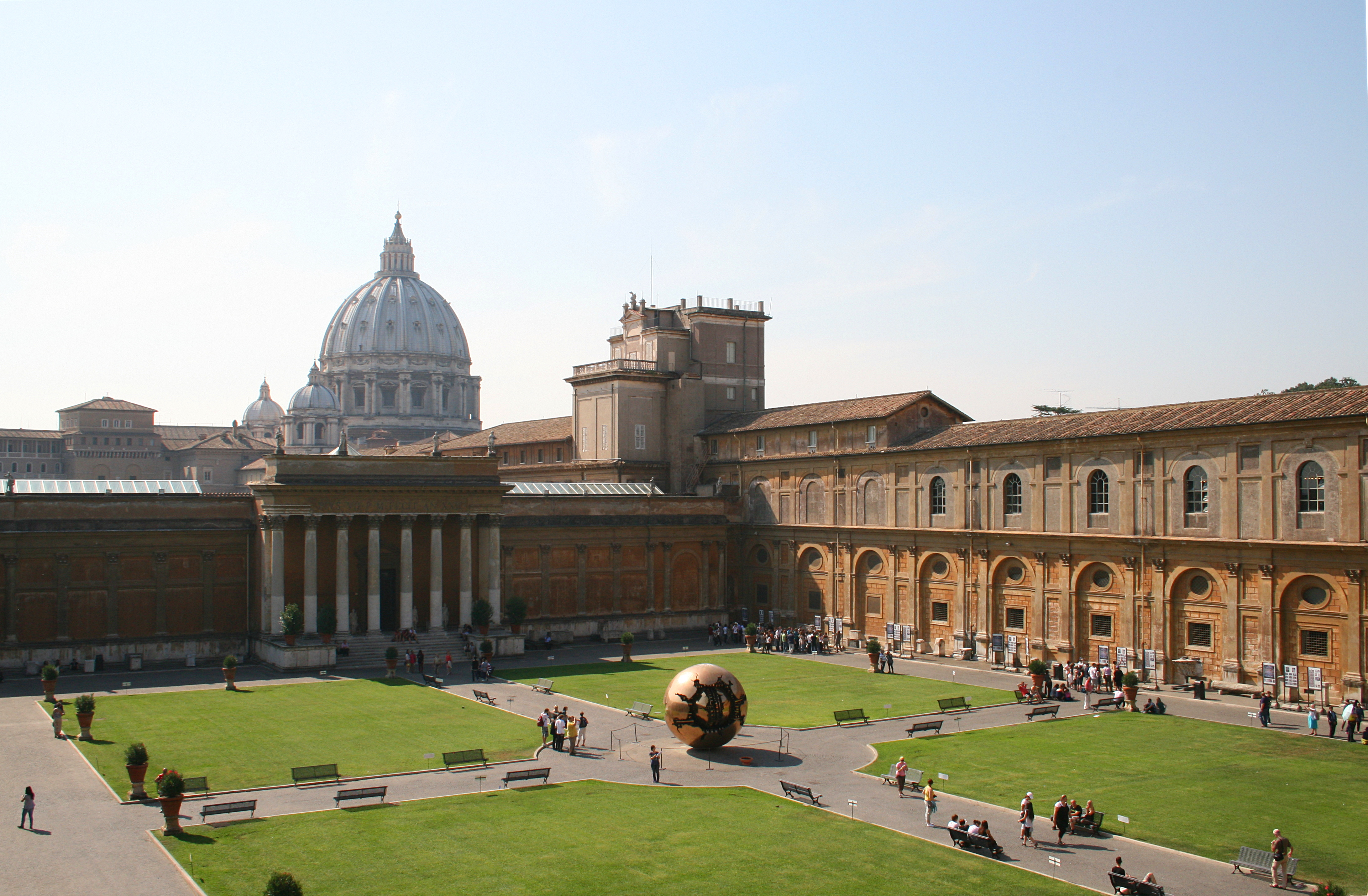
Il cortile della Pigna e il Braccio Nuovo

Il complessivo progetto bramantesco fu però alterato in epoche successive. Tra il 1585 ed il 1590 il Cortile del Belvedere venne diviso dal braccio trasversale della Biblioteca di Sisto V, costruita su progetto di Domenico Fontana, che prese il posto della grandiosa gradonata, interrompendo la continuità visiva del grande spazio terrazzato.
Sempre nel XVI secolo fu costruita la Torre dei venti sul corridore nord.
Altri interventi furono relativi a rialzamenti e tamponamenti di portici che hanno modificato quindi non solo la spazialità ma anche la definizione architettonica.
Successivamente, tra il 1817 e il 1822, sulla scia delle prime trasformazioni dei Musei Vaticani intraprese da Michelangelo Simonetti e Pietro Camporese (1772), venne realizzato un secondo corpo di fabbrica trasversale al fine di ampliare ulteriormente lo spazio museale. L'opera, nota come Braccio Nuovo, fu progettata da Raffaele Stern in un severo stile neoclassico, caratterizzato però da un'insolita correttezza archeologica.
Da quel momento si crearono quindi tre cortili distinti: il Cortile della Pigna (che prende il nome da una colossale pigna romana di bronzo), il Cortile della Biblioteca e il Cortile del Belvedere.
Nel 1990 al centro del cortile della Pigna fu posto il monumento bronzeo Sfera con sfera, di Arnaldo Pomodoro.

## Descrizione

### Cortile inferiore
Nel cortile più basso, che oggi è quello più frequentemente chiamato "cortile del Belvedere", furono posti da Bramante due ordini di loggiati differenti: dorico, ionico che si interrompono nella prima scalinata con scalini dolci e leggermente inclinati. Gli ordini sovrapposti che inquadrano archi, ripropongono l'esempio del Colosseo o del Tabularium secondo un modello già utilizzato, anche da Bramante, ma qui usato a grande scala e con un'ormai consapevole conoscenza del lessico degli ordini fin nei particolari di ogni membratura (per esempio i triglifi dell'ordine dorico). 
In seguito fu modificato il fronte verso il Palazzo apostolico e il portico al piano terra tamponato. Infatti per raccordarsi alle preesistenze sul lato sud Bramante aveva progettato la continuazione del solo portico dorico del piano terra lasciando a vista la torre Borgia e il retro del palazzo Vaticano. Più tardi Pirro Ligorio inserì un'esedra semicircolare (non più esistente) che consentì di dare conclusione allo spazio del cortile accentuandone i caratteri teatrali, previsti dallo stesso Bramante. Infatti vi si svolgeranno tornei, spettacoli e forse addirittura una naumachia come appare in un affresco di Perin del Vaga.

### Cortile intermedio
Il secondo terrazzamento, il più piccolo, era delimitato da pareti nascoste da due torrette, che erano lasciati senza articolazioni plastiche nel primo progetto bramantesco; poi modificato con due ordini sovrapposti. Si raggiungeva dal livello inferiore con una grande gradinata estesa all'intera larghezza che doveva avere anche funzione teatrale. Al centro delle due scale a gradonata che portavano al giardino superiore fu previsto un ninfeo.

### Cortile superiore

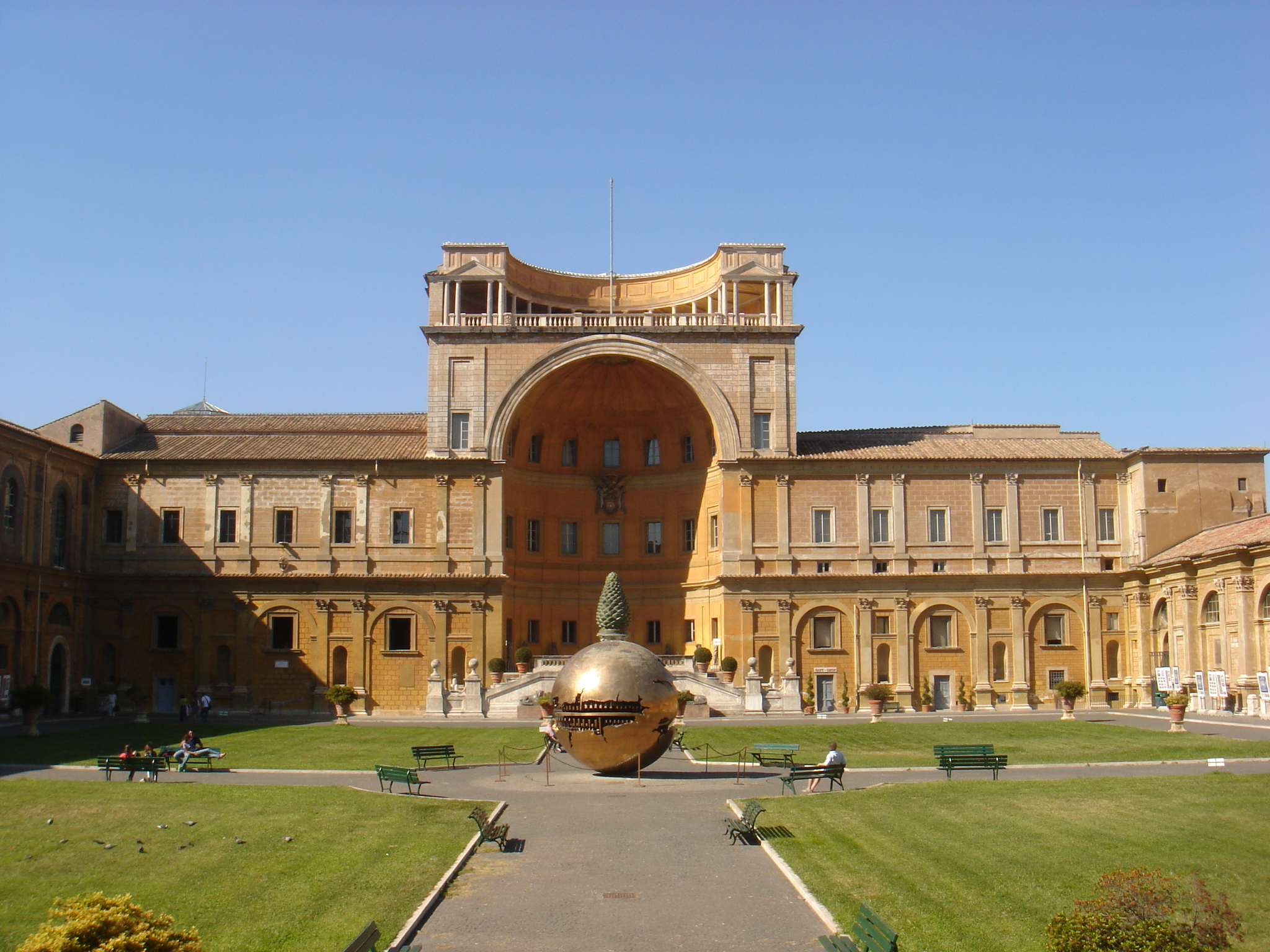
Cortile della Pigna e nicchione

Il cortile superiore, al quale si accedeva per mezzo di una doppia scalinata a farfalla, presentava una scansione delle pareti con paraste di ordine corinzio, binate a formare una "travata ritmica" con interassi alternati, in cui quello più ampio inquadra un arco. Tale motivo è derivata forse dagli archi di trionfo romani, ma più probabilmente dalla diretta osservazione dell'opera albertiana. Si pensa che l'addensamento dei sostegni nel cortile superiore servisse come accorgimento ottico per esaltare la lunghezza dello spazio.
La prospettiva del cortile era conclusa nel progetto di Bramante da una esedra posta come punto di fuga della prospettiva del grande invaso architettonico e con la funzione di nascondere l'antico Casino del Belvedere che non si integrava con gli allineamenti del nuovo impianto. Pirro Ligorio, durante i lavori di completamento trasformò l'esedra in una grande nicchia completata nel 1565, conosciuta generalmente come "nicchione". 
Al centro del "nicchione" è posta una pigna bronzea di epoca romana. A causa di questo il cortile superiore è detto anche "cortile della Pigna".
La Pigna fu portata in Vaticano in epoca assai antica e posizionata nel quadriportico della Basilica di San Pietro e ad essa Dante si riferisce nella Divina Commedia parlando di Nimrod nel XXXI canto dell'Inferno:
(Divina Commedia, Inferno XXXI, vv. 58-59)

### Cortile ottagonale

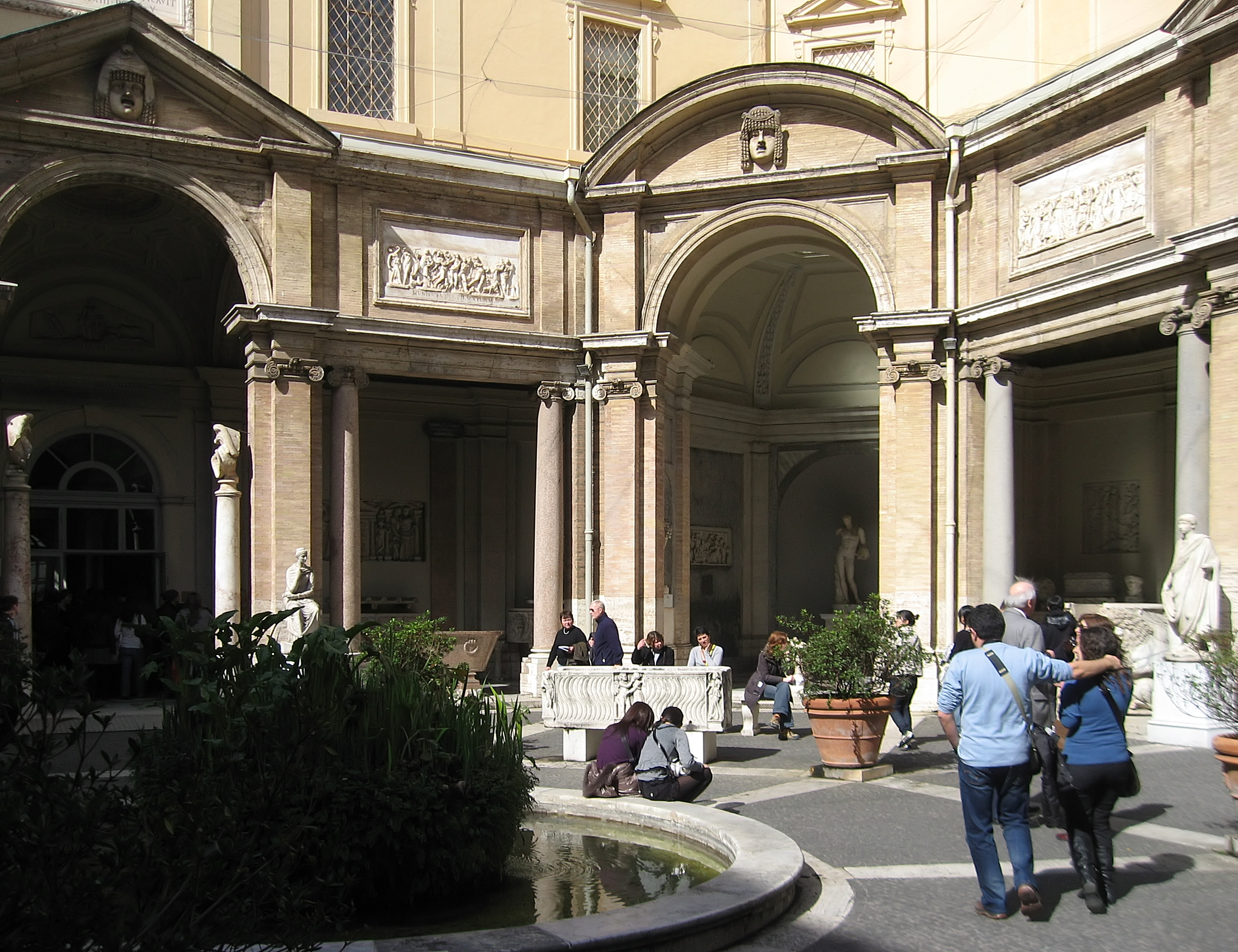
Il cortile ottagonale

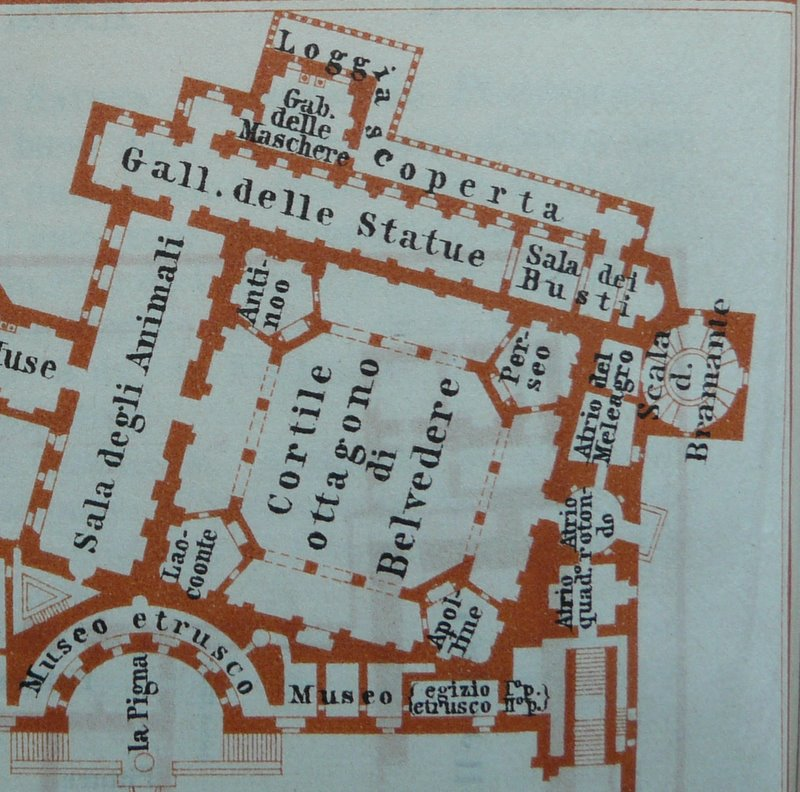
Pianta del cortile ottagonale

Dietro alla successione degli spazi terrazzati, conclusi poi dal nicchione, fu realizzato da Bramante un altro cortile, di forma ottagonale a lati simmetricamente disuguali che andava ad inserirsi tra i corpi di fabbrica del Casino di papa Innocenzo VIII che così fu trasformato e inglobato nel nuovo complesso.. Prenderà inizialmente il nome di "Cortile del Belvedere", anche se meglio conosciuto come "Cortile delle Statue", essendo stato progettato per accogliere la raccolta di statue antiche del papa.
La prestigiosa collezione che comprendeva pezzi famosissimi come l'Apollo del Belvedere, L'Ercole e Anteo, e il Laocoonte, rimase per lungo tempo in tale sistemazione, prima dello spostamento in spazi museali interni. 
Vicino a questo cortile Bramante progettò la famosa scala a "lumaca", contenuta in uno stretto cilindro con rampe a spirale sostenute da colonne, per assicurare un accesso esterno ai palazzi vaticani per i tanti visitatori della collezione di sculture, tra cui viaggiatori e artisti stranieri.